# Escalade aux Jeux mondiaux de 2017
Navigation
Cali 2013 Birmingham 2022
Les épreuves d'escalade aux Jeux mondiaux de 2017 se déroulent du 21 au 23 juillet 2017. Les trois disciplines de l'escalade figurent au programme.

## Épreuves et athlètes sélectionnés
À l'escalade de difficulté et de vitesse, se rajoute pour la première fois l'escalade de bloc, au programme des jeux. Les structures d'escalades sont installées sur la place Nowy Targ au centre de Wrocław.
Chaque épreuve masculine ou féminine est disputée par douze concurrents ou concurrentes, soit un total de 72 athlètes. 
La sélection des participants à ces jeux mondiaux se fait au cours des compétitions phares de l'année 2016,.
Quotas internationaux (six places par discipline et catégorie):
- les trois premiers des championnats du monde,
- les deux premiers de la coupe du monde,
- le junior champion du monde 2016, ou la junior championne du monde 2016.

Quotas continentaux (cinq places par discipline et catégorie):
- le champion ou la championne d'Asie 2016,
- le champion ou la championne d'Afrique 2016 (vainqueur du championnat national sud-africain),
- le champion ou la championne d'Europe 2015,
- le champion ou la championne d'Océanie 2016,
- le champion panaméricain ou la championne panaméricaine 2016.

Quota local supplémentaire:
- place supplémentaire pour le pays hôte.

## Résultats détaillés

### Bloc - Femmes (21 juillet 2017)

#### Qualification
| Place | Pays       | Nom                | Résultat  |
| ----- | ---------- | ------------------ | --------- |
| 1     | Japon      | Akiyo Noguchi      | 3t4 4b10  |
| 2     | Japon      | Miho Nonaka        | 3t8 4b14  |
| 3     | France     | Fanny Gibert       | 3t11 4b13 |
| 4     | États-Unis | Margo Hayes        | 2t3 4b22  |
| 5     | Allemagne  | Monika Retschy     | 2t4 4b16  |
| 6     | Serbie     | Staša Gejo         | 2t5 4b19  |
| 7     | Autriche   | Katharina Saurwein | 2t5 4b19  |
| 8     | Japon      | Aya Onoe           | 2t6 2b6   |
| 9     | Allemagne  | Alma Bestvater     | 1t6 4b11  |
| 10    | Pologne    | Katarzyna Ekwinska | 0t 2b4    |
| 11    | Australie  | Lucinda Stirling   | 0t 2b18   |

- Q : Qualifié pour la finale

#### Finale
| Place | Pays       | Nom            | Résultat |
| ----- | ---------- | -------------- | -------- |
| 1     | Serbie     | Staša Gejo     | 4t10 4b8 |
| 2     | Japon      | Miho Nonaka    | 3t10 3b8 |
| 3     | France     | Fanny Gibert   | 2t2 2b2  |
| 4     | Japon      | Akiyo Noguchi  | 2t3 2b3  |
| 5     | Allemagne  | Monika Retschy | 1t6 2b7  |
| 6     | États-Unis | Margo Hayes    | 0t 2b11  |

### Bloc - Hommes (21 juillet 2017)

#### Qualification
| Place | Pays           | Nom                  | Résultat |
| ----- | -------------- | -------------------- | -------- |
| 1     | Japon          | Tomoa Narasaki       | 3t6 4b6  |
| 2     | Russie         | Alexei Rubzow        | 2t7 4b9  |
| 3     | Japon          | Yoshiyuki Ogata      | 2t11 4b9 |
| 4     | Allemagne      | Jan Hojer            | 2t14 3b3 |
| 5     | France         | Mickaël Mawem        | 1t3 4b11 |
| 6     | France         | Manuel Cornu         | 1t9 4b14 |
| 7     | Japon          | Kokoro Fujii         | 0t 3b8   |
| 8     | Australie      | Campbell Harrison    | 0t 1b2   |
| 9     | Croatie        | Borna Cujic          | 0t 1b3   |
| 9     | Pologne        | Andrzej Mecherzynski | 0t 1b3   |
| 11    | Canada         | Sean Mccoll          | 0t 1b9   |
| 12    | Afrique du Sud | Adam Ludford         | 0t 0b    |

- Q : Qualifié pour la finale

#### Finale
| Place | Pays      | Nom             | Résultat |
| ----- | --------- | --------------- | -------- |
| 1     | Japon     | Yoshiyuki Ogata | 4t9 4b6  |
| 2     | Allemagne | Jan Hojer       | 3t6 3b4  |
| 3     | Russie    | Alexei Rubzow   | 2t3 4b8  |
| 4     | France    | Mickaël Mawem   | 2t4 4b7  |
| 5     | Japon     | Tomoa Narasaki  | 1t4 2b5  |
| 6     | France    | Manuel Cornu    | 1t5 3b8  |

### Difficulté - Femmes (23 juillet 2017)

#### Qualification
| Place | Pays         | Nom              | Résultat |
| ----- | ------------ | ---------------- | -------- |
| 1     | Corée du Sud | Jain Kim         | 41+      |
| 2     | Belgique     | Anak Verhoeven   | 39+      |
| 3     | Autriche     | Jessica Pilz     | 34+      |
| 3     | Slovénie     | Janja Garnbret   | 34+      |
| 3     | Japon        | Akiyo Noguchi    | 34+      |
| 6     | France       | Julia Chanourdie | 33+      |
| 6     | États-Unis   | Claire Buhrfeind | 33+      |
| 8     | Slovénie     | Mina Markovič    | 31+      |
| 9     | États-Unis   | Margo Hayes      | 26+      |
| 10    | Pologne      | Karina Miroslaw  | 19+      |
| 10    | Australie    | Lucinda Stirling | 19+      |

- Q : Qualifié pour la finale

#### Finale
| Place | Pays         | Nom              | Résultat / Countback |
| ----- | ------------ | ---------------- | -------------------- |
| 1     | Belgique     | Anak Verhoeven   | 39+ / 2,00           |
| 2     | Slovénie     | Janja Garnbret   | 39+ / 4,00           |
| 3     | France       | Julia Chanourdie | 39+ / 6,50           |
| 4     | Corée du Sud | Jain Kim         | 39 / 1,00            |
| 5     | Autriche     | Jessica Pilz     | 39 / 4,00            |
| 6     | Japon        | Akiyo Noguchi    | 38                   |
| 7     | Slovénie     | Mina Markovič    | 33+                  |
| 8     | États-Unis   | Claire Buhrfeind | 29+                  |

### Difficulté - Hommes (23 juillet 2017)

#### Qualification
| Place | Pays             | Nom                      | Résultat |
| ----- | ---------------- | ------------------------ | -------- |
| 1     | France           | Romain Desgranges        | 34       |
| 2     | Japon            | Keiichiro Korenaga       | 31       |
| 3     | Japon            | Yuki Hada                | 29       |
| 4     | Slovénie         | Domen Skofic             | 21+      |
| 5     | Nouvelle-Zélande | Campbell Harrison        | 20+      |
| 5     | Italie           | Francesco Vettorata      | 20+      |
| 5     | Canada           | Sean McColld             | 20+      |
| 5     | Pologne          | Maciej Dobrzanski        | 20+      |
| 9     | Espagne          | Ramon Julian Puigblanque | 13+      |
| 9     | Afrique du Sud   | Oliver James Marx        | 13+      |

- Q : Qualifié pour la finale

#### Finale
| Place | Pays             | Nom                 | Résultat / Countback |
| ----- | ---------------- | ------------------- | -------------------- |
| 1     | Japon            | Keiichiro Korenaga  | 32+ / 2,00           |
| 2     | Japon            | Yuki Hada           | 32+ / 3,00           |
| 3     | Canada           | Sean McColl         | 29+                  |
| 4     | France           | Romain Desgranges   | 22+ / 1,00           |
| 5     | Slovénie         | Domen Skofic        | 22+ / 4,00           |
| 6     | Italie           | Francesco Vettorata | 22+ / 6,50           |
| 7     | Pologne          | Maciej Dobrzanski   | 22                   |
| 8     | Nouvelle-Zélande | Campbell Harrison   | 19                   |

### Vitesse - Femmes (22 juillet 2017)

#### Qualification
| Place | Pays     | Nom                  | Résultat |
| ----- | -------- | -------------------- | -------- |
| 1     | France   | Anouck Jaubert       | 7,66     |
| 2     | Russie   | Iuliia Kaplina       | 7,67     |
| 3     | Russie   | Anna Tsyganova       | 7,72     |
| 4     | Russie   | Mariia Krasavina     | 7,89     |
| 5     | Pologne  | Aleksandra Rudzinska | 8,24     |
| 6     | Pologne  | Anna Brozek          | 8,45     |
| 7     | Russie   | Daria Kan            | 8,46     |
| 8     | Pologne  | Patrycja Chudziak    | 8,62     |
| 9     | Chine    | Cuilian He           | 8,70     |
| 10    | Équateur | Andrea Rojas         | 8,85     |
| 11    | France   | Elma Fleuret         | 9,18     |
| 12    | Pologne  | Klaudia Buczek       | 10,77    |

- Q : Qualifié pour la finale

#### Phase finale
|  | Quarts de finale     | Quarts de finale |                |                  | Demi-finales           | Demi-finales |  |  | Finale         | Finale |
|  | Quarts de finale     | Quarts de finale |                |                  | Demi-finales           | Demi-finales |  |  | Finale         | Finale |
|  |                      |                  |                |                  |                        |              |  |  |                |        |
|  |                      |                  |                |                  |                        |              |  |  |                |        |
|  |                      |                  |                |                  |                        |              |  |  |                |        |
|  | Anouck Jaubert       | 7,89             |                |                  |                        |              |  |  |                |        |
|  | Anouck Jaubert       | 7,89             |                |                  |                        |              |  |  |                |        |
|  | Patrycja Chudziak    | DNF              |                |                  |                        |              |  |  |                |        |
|  | Patrycja Chudziak    | DNF              | Anouck Jaubert | 7,52             |                        |              |  |  |                |        |
|  |                      |                  | Anouck Jaubert | 7,52             |                        |              |  |  |                |        |
|  |                      | Mariia Krasavina | 7,69           |                  |                        |              |  |  |                |        |
|  | Mariia Krasavina     | Mariia Krasavina | 7,69           | 7,95             |                        |              |  |  |                |        |
|  | Mariia Krasavina     |                  |                | 7,95             |                        |              |  |  |                |        |
|  | Aleksandra Rudzinska | 8,04             |                |                  |                        |              |  |  |                |        |
|  | Aleksandra Rudzinska | 8,04             | Anouck Jaubert | 7,42             |                        |              |  |  |                |        |
|  |                      |                  | Anouck Jaubert | 7,42             |                        |              |  |  |                |        |
|  |                      | Iuliia Kaplina   | 7,32           |                  |                        |              |  |  |                |        |
|  | Iuliia Kaplina       | Iuliia Kaplina   | 7,32           | 8,30             |                        |              |  |  |                |        |
|  | Iuliia Kaplina       |                  |                | 8,30             |                        |              |  |  |                |        |
|  | Daria Kan            | 8,40             |                |                  |                        |              |  |  |                |        |
|  | Daria Kan            | 8,40             | Iuliia Kaplina | 8,03             |                        |              |  |  |                |        |
|  |                      |                  | Iuliia Kaplina | 8,03             | Match pour la 3e place |              |  |  |                |        |
|  |                      | Anna Tsyganova   | 9,00           |                  |                        |              |  |  |                |        |
|  | Anna Tsyganova       | Anna Tsyganova   | 9,00           | 7,99             |                        |              |  |  |                |        |
|  | Anna Tsyganova       |                  |                | 7,99             |                        |              |  |  |                |        |
|  | Anna Brozek          | 9,40             |                | Mariia Krasavina | 9,08                   |              |  |  |                |        |
|  | Anna Brozek          | 9,40             |                | Mariia Krasavina | 9,08                   |              |  |  |                |        |
|  |                      |                  |                |                  |                        |              |  |  | Anna Tsyganova | 7,79   |
|  |                      |                  |                |                  |                        |              |  |  | Anna Tsyganova | 7,79   |

### Vitesse - Hommes (22 juillet 2017)

#### Qualification
| Place | Pays       | Nom                       | Résultat |
| ----- | ---------- | ------------------------- | -------- |
| 1     | Ukraine    | Danyil Boldyrev           | 5,59     |
| 2     | Iran       | Reza Alipourshenazandifar | 5,64     |
| 3     | Pologne    | Marcin Dzienski           | 5,84     |
| 4     | Russie     | Stanislav Kokorin         | 5,90     |
| 5     | Tchéquie   | Libor Hroza               | 5,96     |
| 6     | France     | Bassa Mawem               | 6,04     |
| 7     | Russie     | Aleksandr Shikov          | 6,09     |
| 8     | États-Unis | John Brosler              | 6,10     |
| 9     | Italie     | Leonardo Gontero          | 6,41     |
| 10    | Indonésie  | Ashari Fajri              | 6,55     |
| 11    | Pologne    | Rafal Halasa              | 6,58     |
| 12    | Italie     | Ludovico Fossali          | 6,93     |

- Q : Qualifié pour la finale

#### Phase finale
|  | Quarts de finale          | Quarts de finale          |                           |                   | Demi-finales           | Demi-finales |  |  | Finale          | Finale |
|  | Quarts de finale          | Quarts de finale          |                           |                   | Demi-finales           | Demi-finales |  |  | Finale          | Finale |
|  |                           |                           |                           |                   |                        |              |  |  |                 |        |
|  |                           |                           |                           |                   |                        |              |  |  |                 |        |
|  |                           |                           |                           |                   |                        |              |  |  |                 |        |
|  | Danyil Boldyrev           | 6,10                      |                           |                   |                        |              |  |  |                 |        |
|  | Danyil Boldyrev           | 6,10                      |                           |                   |                        |              |  |  |                 |        |
|  | John Brosler              | 6,58                      |                           |                   |                        |              |  |  |                 |        |
|  | John Brosler              | 6,58                      | Danyil Boldyrev           | 5,66              |                        |              |  |  |                 |        |
|  |                           |                           | Danyil Boldyrev           | 5,66              |                        |              |  |  |                 |        |
|  |                           | Stanislav Kokorin         | 5,85                      |                   |                        |              |  |  |                 |        |
|  | Stanislav Kokorin         | Stanislav Kokorin         | 5,85                      | 7,94              |                        |              |  |  |                 |        |
|  | Stanislav Kokorin         |                           |                           | 7,94              |                        |              |  |  |                 |        |
|  | Libor Hroza               | DSQ                       |                           |                   |                        |              |  |  |                 |        |
|  | Libor Hroza               | DSQ                       | Danyil Boldyrev           | DSQ               |                        |              |  |  |                 |        |
|  |                           |                           | Danyil Boldyrev           | DSQ               |                        |              |  |  |                 |        |
|  |                           | Reza Alipourshenazandifar | 5,57                      |                   |                        |              |  |  |                 |        |
|  | Reza Alipourshenazandifar | Reza Alipourshenazandifar | 5,57                      | 5,77              |                        |              |  |  |                 |        |
|  | Reza Alipourshenazandifar |                           |                           | 5,77              |                        |              |  |  |                 |        |
|  | Aleksandr Shikov          | 7,37                      |                           |                   |                        |              |  |  |                 |        |
|  | Aleksandr Shikov          | 7,37                      | Reza Alipourshenazandifar | 5,69              |                        |              |  |  |                 |        |
|  |                           |                           | Reza Alipourshenazandifar | 5,69              | Match pour la 3e place |              |  |  |                 |        |
|  |                           | Marcin Dzienski           | DSQ                       |                   |                        |              |  |  |                 |        |
|  | Marcin Dzienski           | Marcin Dzienski           | DSQ                       | 8,02              |                        |              |  |  |                 |        |
|  | Marcin Dzienski           |                           |                           | 8,02              |                        |              |  |  |                 |        |
|  | Bassa Mawem               | 8,47                      |                           | Stanislav Kokorin | 5,80                   |              |  |  |                 |        |
|  | Bassa Mawem               | 8,47                      |                           | Stanislav Kokorin | 5,80                   |              |  |  |                 |        |
|  |                           |                           |                           |                   |                        |              |  |  | Marcin Dzienski | 5,99   |
|  |                           |                           |                           |                   |                        |              |  |  | Marcin Dzienski | 5,99   |

## Podiums
| Catégorie           | Or                             | Argent                  | Bronze                     |
| Bloc                | Bloc                           | Bloc                    | Bloc                       |
| ------------------- | ------------------------------ | ----------------------- | -------------------------- |
| Bloc - Femmes       | Serbie Staša Gejo              | Japon Miho Nonaka       | France Fanny Gibert        |
| Bloc - Hommes       | Japon Yoshiyuki Ogata (en)     | Allemagne Jan Hojer     | Russie Alexey Rubtsov      |
| Difficulté          |                                |                         |                            |
| Difficulté - Femmes | Belgique Anak Verhoeven        | Slovénie Janja Garnbret | France Julia Chanourdie    |
| Difficulté - Hommes | Japon Keiichiro Korenaga (pl)  | Japon Yuki Hada (cs)    | Canada Sean McColl         |
| Vitesse             |                                |                         |                            |
| Vitesse - Femmes    | Russie Iuliia Kaplina          | France Anouck Jaubert   | Russie Anna Tsyganova (es) |
| Vitesse - Hommes    | Iran Reza Alipourshenazandifar | Ukraine Danyil Boldyrev | Russie Stanislav Kokorin   |

## Tableau des médailles
- Pays organisateur

| Rang  | Nation    | Or | Argent | Bronze | Total |
| ----- | --------- | -- | ------ | ------ | ----- |
| 1     | Japon     | 2  | 2      | 0      | 4     |
| 2     | Russie    | 1  | 0      | 3      | 4     |
| 3     | Belgique  | 1  | 0      | 0      | 1     |
| 3     | Iran      | 1  | 0      | 0      | 1     |
| 3     | Serbie    | 1  | 0      | 0      | 1     |
| 6     | France    | 0  | 1      | 2      | 3     |
| 7     | Allemagne | 0  | 1      | 0      | 1     |
| 7     | Slovénie  | 0  | 1      | 0      | 1     |
| 7     | Ukraine   | 0  | 1      | 0      | 1     |
| 10    | Canada    | 0  | 0      | 1      | 1     |
| Total | Total     | 6  | 6      | 6      | 18    |